# The Big Gundown (album)
The Big Gundown е албум на Джон Зорн от 1985 г. Албумът съдържа своеобразни кавъри на италианския композитор Енио Мориконе.

## Списък на песните
1. The Big Gundown – 7:26
2. Peur Sur La Ville – 4:16
3. Poverty (Once Upon A Time In America)- 3:49
4. Milano Odea – 3:02
5. Erotico (The Burglars) – 4:27
6. Battle Of Algiers – 3:50
7. Giu La Testa (Duck You Sucker!) – 6:06
8. Metamorfosi (La Classe Operaia Va In Paradiso) – 4:37
9. Tre Nel 5000 – 4:37
10. Once Upon a Time in the West – 8:44

- Албумът е преиздаден през 2000 г., като са добавени шест нови песни:

11. The Sicilian Clan – 3:20
12. Macchie Solari 3:29
13. The Ballad Of Hank McCain – 5:27
14. "Svegliati & Uccidi" 3:03
15. Chi Mai – 3:06
16. "The Ballad Of Hank McCain (instrumental) – 5:28"
Всички композиции са на Енио Мориконе освен Tre Nel 5000 на Джон Зорн